# Seattle (opperhoofd)
Seattle (ca. 1786 – 7 juni 1866), ook wel Sealth of Seathl geschreven, was opperhoofd van de stam van de Suquamish- en Duwanish-indianen. Hij werd geboren rond 1786 op Blake Island in de staat Washington, en stierf op 7 juni 1866 in het Suquamish-reservaat bij Haven Madison (nu Bainbridge Island). De stad Seattle werd naar hem genoemd.
Seattle verdiende op jonge leeftijd zijn reputatie als leider en strijder door vijandelijke stammen aan te vallen die de Green River optrokken. Zijn eerste vrouw stierf na het dragen van een dochter; een tweede vrouw baarde hem zonen en dochters. Na de dood van een van zijn zonen bekeerde hij zich tot de Rooms-Katholieke Kerk en werd rond 1848 gedoopt nabij de stad Olympia. Zijn kinderen werden ook gedoopt en opgevoed met het Katholiek geloof. Deze bekering lijkt aan te geven dat hij samenwerking zocht met de binnengetrokken Amerikaanse kolonisten.

## Het antwoord van Seattle
Een toespraak van Chief Seattle uit 1854 is gepubliceerd door Dr. Henry A. Smith in de krant Seattle Sunday Star op 29 oktober 1887. Ze staat bekend onder de naam Het antwoord van Seattle (Seattle's Reply) omdat ze een reactie was op de toespraak van de territoriale gouverneur Isaac M. Stevens. Hoewel er geen twijfel bestaat over het bestaan van deze toespraak van Seattle, is de vraag hoe nauwkeurig Smith, en latere publicaties door anderen, wel zijn. Hoewel het zeker is dat Smith aanwezig was bij de toespraak, sprak hij de inheemse taal van Seattle (het Salish) niet, waardoor er twijfel bestaat over de juistheid van de toespraak.
Terwijl de inhoud van de toespraak betwist is, zijn getuigen het allen eens dat de toespraak meer dan een half uur duurde en dat tijdens de toespraak Chief Seattle, de hele tijd een hand op het hoofd van de kleine gouverneur Stevens legde.
Een tweede versie van de toespraak werd uitgegeven door de dichter William Arrowsmith aan het einde van de jaren 60. Deze versie komt redelijk goed overeen met de versie van de Seattle Sunday Star, alleen is het taalgebruik en de zinsbouw aangepast aan die tijd en heeft Arrowsmith er enkele van zijn eigen ideeën aan toegevoegd.
De toespraak werd opnieuw beroemd toen een derde versie van het werk in de jaren 80 begon te circuleren. Deze nieuwste versie lijkt weinig gelijkenis met de oude te hebben en wordt gezien als het werk van Ted Perry, die op dat moment les gaf aan de Universiteit van Texas. Deze versie was eigenlijk bedoeld voor een film over ecologie van ABC, Home. Deze versie geeft opperhoofd Seattle een rol als ecologisch boegbeeld dat spreekt over het inzicht van zijn mensen in de natuur. Deze versie van de toespraak maakte hem tot een rolmodel voor milieubewegingen.
Een van de uitspraken die door de teksten aan Chief Seattle wordt toegeschreven is: "Hoe kun je lucht bezitten?"; dit is ook de titel van een Nederlandstalig boek hierover.